# Бойович, Милан
Милан Бойович (серб. Милан Бојовић; 13 апреля 1987, Лучани, СФРЮ) — сербский футболист, нападающий клуба «Турон».

## Карьера
Футбольную карьеру начал в 2004 году в клубе «Раднички Стобекс». В 2005 году стал игроком «Срема». 2006 году перешёл в «Телеоптик». В 2007 году подписал контракт с клубом «Чукарички». В 2009 году переходит в «Ягодину». В 2011 году подписал контракт с сербским клубом «Воеводина». В 2013 году подписал контракт с греческим клубом «Панетоликос». В 2014 году играл за израильский «Бней Сахнин». В 2015 году подписал контракт с греческим клубом «Лариса». В 2016 году стал игроком сербского клуба «Младост» Лучани. В 2017 году перешёл в казахстанский «Кайсар».

## Достижения
«Воеводина»
- Бронзовый призёр чемпионата Сербии: 2011/12